# Megadeath
Megadeath (hay megacorpse) là một triệu người chết, thường là do các vụ nổ hạt nhân. Thuật ngữ này được sử dụng bởi các nhà khoa học và các nhà tư tưởng, những người đã lên chiến lược cho các kết quả có thể xảy ra của chiến tranh hạt nhân toàn diện.

## Lịch sử
Trích đẫn đầu tiên của từ điển tiếng Anh Oxford cho thuật ngữ này là một bài báo năm 1953 từ Birmingham News, và nó xuất hiện một lần nữa vào năm 1959 trong New Statesman. Thuật ngữ này được sử dụng để chỉ "megadeath intellectuals", nhóm các nhà tư tưởng xung quanh chiến lược gia của RAND Corporation, Herman Kahn. Khái niệm này đã được thảo luận đáng chú ý trong cuốn sách năm 1960 của Kahn On Thermonuclear War.
Trong cuốn sách, Kahn nhận xét rằng "Thật khó để mọi người phân biệt vào đầu những năm 1950 giữa 2 triệu người chết và 100 triệu người chết. Ngày nay, sau một thập kỷ suy ngẫm về những vấn đề này, chúng ta có thể tạo ra sự khác biệt như vậy có lẽ tất cả quá rõ ràng. Hầu hết những người ra quyết định và lập kế hoạch, những người đang đối mặt với triển vọng của một cuộc chiến tranh nhiệt hạch sẽ khó phân biệt giữa 0 và hai triệu cái chết và rất dễ phân biệt giữa hai triệu và một trăm triệu cái chết." Trong một bảng, Kahn phác thảo "các quốc gia hậu chiến bi thảm nhưng có thể phân biệt", trong đó số người chết dao động từ 2 triệu đến 160 triệu, và hỏi "những người sống sót có ghen tị với người chết không?".

## Di sản
Mặc dù thuật ngữ này được tạo ra để thảo luận về hậu quả có thể xảy ra khi tiến hành chiến tranh hạt nhân, một số lượng lớn người chết như vậy cũng có thể liên quan đến các vũ khí hủy diệt hàng loạt của quốc gia khác. Một phần mở rộng của điều này là thuật ngữ gigadeath, mô tả cái chết hàng tỷ, như dự đoán của nhà nghiên cứu trí tuệ nhân tạo đã nghỉ hưu Hugo de Garis là hậu quả của một cuộc chiến tương lai không thể tránh khỏi giữa những người đề xướng và đối thủ của các thực thể thông minh nhân tạo. Ông gọi cuộc xung đột này là Cuộc chiến Artilect.
Tay guitar người Mỹ Dave Murdye lấy cảm hứng từ thuật ngữ này để tạo ra tác phẩm độc tấu của ban nhạc thrash metal Megadeth.